# Stanisław Potaczek
Stanisław Potaczek (ur. 11 listopada 1934 w Podobinie, zm. 28 czerwca 2022) – polski samorządowiec, wójt gminy Mszana Dolna w latach 1992–2002.

## Życiorys
Urodził się 11 listopada 1934 r. w Podobinie, był synem Reginy i Adolfa; prowadzili oni gospodarstwo rolne.
W 1948 r. ukończył szkołę podstawową w rodzinnej miejscowości, po czym rozpoczął naukę w Technikum Handlowym w Nowym Targu. Po napisaniu matury pracował w gminnych spółdzielniach w Tymbarku, Niedźwiedziu i Mszanie Dolnej; następnie pracował w Powiatowym Związku Kółek Rolniczych w Limanowej oraz w Spółdzielni Kółek Rolniczych w Mszanie Dolnej.
Ukończył także roczne Studium Ekonomiki Handlu oraz zdobył tytuł dyplomowanego biegłego księgowego. W roku 1953 dołączył do Zjednoczonego Stronnictwa Ludowego.
Po rozdziale miasta i gminy Mszana Dolna, 11 marca 1992 roku rada gminy Mszana Dolna dokonała wyboru Stanisława Potaczka na stanowisko wójta gminy Mszana Dolna, którym był do 2002 roku. W latach 2002–2009 pełnił funkcję radnego powiatu limanowskiego II i III kadencji.
Zmarł 28 czerwca 2022 roku w Niedźwiedziu, został pochowany na cmentarzu parafialnym w tymże mieście.

## Życie Prywatne
Ożenił się w 1959 r. ze Stanisławą, miał troje dzieci. Mieszkał w Porębie Wielkiej.

## Odznaczenia[1]
- Srebrny Krzyż Zasługi (1972)
- Złoty Krzyż Zasługi (1977)
- Krzyż Kawalerski Orderu Odrodzenia Polski (1985)
- Medal „Za zasługi dla Gminy Mszana Dolna”. (2008)

## Wyróżnienia
- W 2008 roku otrzymał tytuł „Za zasługi dla gminy Mszana Dolna”[5]
- Honorowy obywatel gminy Mszana Dolna (2002)[6]